# Benoît Caranobe
Benoît Caranobe (Vitry-sur-Seine, Francia, 12 de junio de 1980) es un gimnasta artístico francés retirado, medallista olímpico (bronce) en 2008 en el concurso general individual.

## 2008
En las Olimpiadas de Pekín consigue el bronce en el concurso general individual, tras el chino Yang Wei y el japonés Kohei Uchimura (plata).